# Polieni
Sono detti polieni gli idrocarburi alifatici insaturi che contengono più doppi legami tra atomi di carbonio nella loro struttura.

## Descrizione
I polieni contenenti due doppi legami sono detti "dieni", quelli che contengono tre doppi legami sono detti "trieni" e così via. Per i polieni a catena aperta la formula generale è CnH2n+2-2k, dove n è il numero di atomi di carbonio e k il numero di doppi legami; per i polieni ciclici la formula generale è invece CnH2n-2k.
- Sono detti dieni coniugati quelli i cui due doppi legami sono intervallati da un solo legame semplice, ad esempio

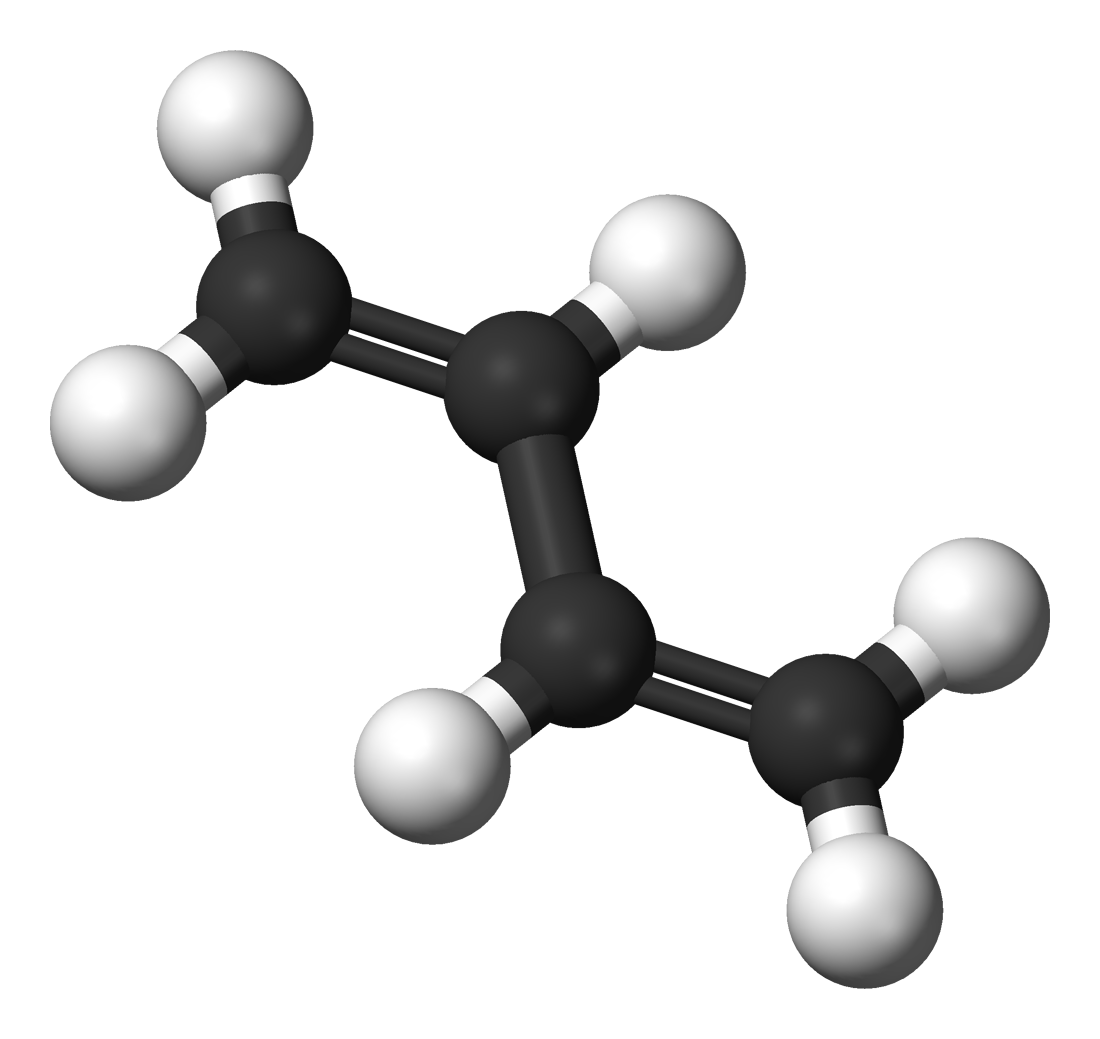
Modello a sfera e bastoncini del trans-1,3-butadiene

```

  

    

      

        

          

            
CH

            

              
2

            

            

              

            

          

          

            
=

          

          
CH

          

            
−

          

          
CH

          

            
=

          

          

            
CH

            

              
2

            

            

              

            

          

        

      

    

    
{\displaystyle {\ce {CH2=CH-CH=CH2}}}

  

Vecchio nome IUPAC: 1,3-butadiene
Nuovo nome IUPAC: buta-1,3-diene
```

In alcune reazioni il sistema composto da due doppi legami coniugati, oltre ad avere la reattività tipica degli alcheni, si comporta come un'unica entità (Reazioni elettrocicliche, Reazione di addizione 1,4).
- Sono detti alleni i dieni i cui due doppi legami legano tre atomi di carbonio contigui, ad esempio

```

  

    

      

        

          

            
CH

            

              
2

            

            

              

            

          

          

            
=

          

          
C

          

            
=

          

          

            
CH

            

              
2

            

            

              

            

          

        

      

    

    
{\displaystyle {\ce {CH2=C=CH2}}}

  

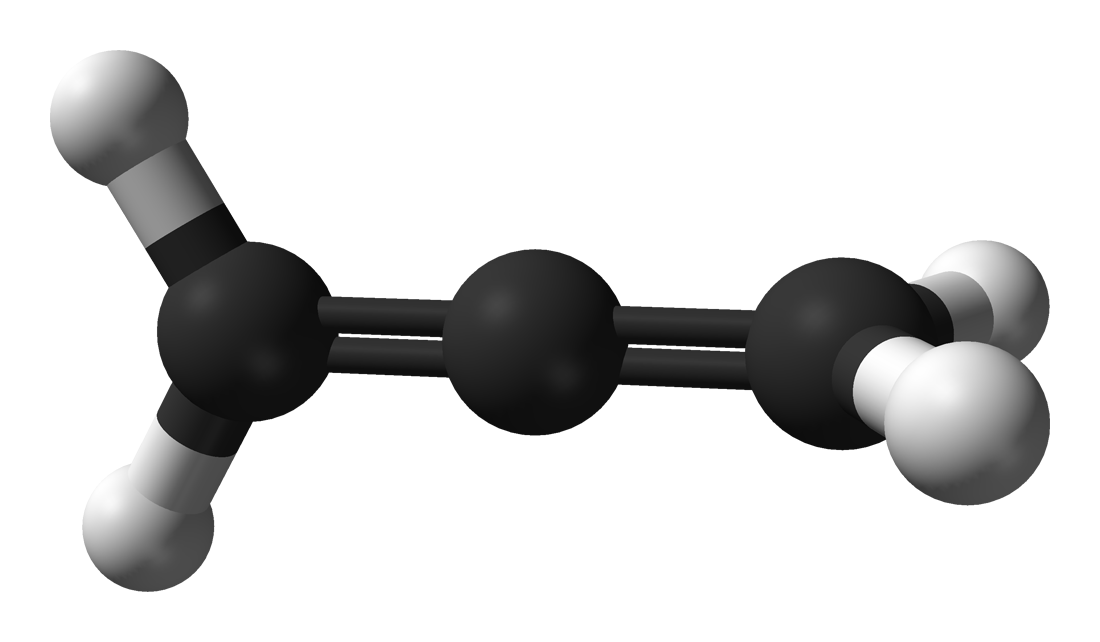
Modello a sfera e bastoncini dell'1,2-propadiene

Vecchio nome IUPAC: 1,2-propadiene (o "allene")
Nuovo nome IUPAC: propa-1,2-diene
```

Gli alleni hanno una geometria particolare, il carbonio compreso tra i due doppi legami ha ibridazione sp ed è il vertice comune a due triangoli grossomodo equilateri allineati lungo l'asse dei doppi legami e tra loro perpendicolari. Una molecola di questo genere manifesta chiralità, quando a ciascuno dei due atomi di carbonio esterni sono legati sostituenti diversi.